# 蔣兆和
蔣兆和（1904年5月9日—1986年4月15日），原名蒋万绥，籍贯湖北麻城，生于四川瀘州，中国画家。

## 生平
1920年於上海工作，曾寫廣告畫，服裝設計，自學西洋畫。
1927年受聘于国立中央大学（1949年更名为南京大学），为图案系教员。1928年由徐悲鴻介紹，任職南京中央大學圖案系教員。1930年至1932年，任上海美術專科學校素描教授。
一·二八事變，參予臨時青年愛國宣傳隊，繪畫抗日宣傳畫。1935年於北平畫室授徒，為齊白石塑像。1936年返四川，開始現代水墨畫人物創作。
1937年春返北平，七七事變後困於淪陷區，作畫像及任京華美術學院和北平藝術專科學校教職。1947年任國立北平藝專教授。1950年起任中央美術學院教授。

## 家庭
夫人蕭瓊，岳父萧龙友。

## 社会兼职
- 中國美術家協會第二、三屆理事，第四屆顧問
- 中國文聯委員
- 中國畫研究院院務委員
- 第三、四、五、六屆全國政協委員
- 民盟中央文教委員會委員

## 作品
- 早期作品：《賣小吃的老人》、《賣子圖》、巨幅畫卷《流民圖》等
- 後期作品:《小孩子與鴿子》、《杜甫像》等
- 1989年，《流民圖》浮雕於瀘縣玉蟾山落成面世

## 獎項
- 繪畫《杜甫》獲第六屆全國美展榮譽獎。

## 展覽
- 1937年，在北平舉辦個人近作畫展。
- 1943年，在北平舉辦《流民圖》畫展，被日治政府封禁，
- 1944年，轉往上海外國租界展出。
- 1981年，先後在深圳、北京與夫人蕭瓊舉行書畫展。

## 出版
- 《蔣兆和畫冊》、《蔣兆和畫集》、《蔣兆和畫選》等。

## 藝術教育論文
- 《國畫人物寫生的教學問題》
- 《關於中國畫的素描教學》
- 《中國水墨人物畫的造型規律》

## 轶事
- 蒋兆和诸多的古代名人像均是依照近现代名人画出的。如参照萧龙友画出的李时珍。
- 蒋兆和在中国大陆知名的畫像《杜甫》实则是依照自己为原型画出的，在《杜甫》一画登入中国大陆高中教科书后，众多学生对此画进行再创作与恶搞，也使早已离世的蒋兆和先生又紅了一次。[3]